# Copa América de Futsal 2011
La Copa América de Futsal 2011 fue la X edición del certamen desde que este se celebra bajo el reglamento FIFA. Se realizó en el Partido de Almirante Brown, Provincia de Buenos Aires, Argentina, del 11 al 17 de septiembre de 2011. Todos sus partidos se disputaron en el estadio del Polideportivo Municipal de Almirante Brown; cancha con piso de carpeta de goma, dimensiones de 40 metros de largo por 20 de ancho, y con capacidad para 2500 espectadores.
Este evento fue organizado por la Confederación Sudamericana de Fútbol (CONMEBOL) en conjunto con la Asociación del Fútbol Argentino (AFA) como organizador local, y consagró a Brasil como campeón del continente en la disciplina.

## Equipos participantes
Nueve selecciones de futsal miembros de la CONMEBOL participaron en este torneo.
- Argentina
- Bolivia
- Brasil
- Chile
- Colombia
- Paraguay
- Perú
- Uruguay
- Venezuela

## Árbitros[2]
- Marcelo Bais
- Darío Santamaría
- Gean Telles
- Ronald Silva
- Francisco Correa
- Joel Ruíz
- Óscar Ortiz
- César Málaga
- Ricardo Sosa
- Manuel Benítez

## Primera Fase[3]

### Grupo A
| Equipo    | Pts | PJ | PG | PE | PP | GF | GC | Dif |
| --------- | --- | -- | -- | -- | -- | -- | -- | --- |
| Brasil    | 7   | 3  | 2  | 1  | 0  | 24 | 5  | 19  |
| Argentina | 7   | 3  | 2  | 1  | 0  | 14 | 6  | 8   |
| Perú      | 3   | 3  | 1  | 0  | 2  | 6  | 16 | -10 |
| Chile     | 0   | 3  | 0  | 0  | 3  | 5  | 22 | -17 |

| 12 de septiembre de 2011, 16:00 | Brasil | 14:2 | Chile                                          | Polideportivo de Almirante Brown, Buenos Aires                 |                                                                |
|                                 | Valdin (2' 5' y 11' PT, 5' y 15' ST) Pixote (3' PT) Rodrigo (8' PT) Simi (9 PT) Falcão (13' PT, 2' y 6' ST) Neto (15' PT) Jé (9' y 17' ST) |      | Frank Carrasco (3' PT) Carlos Arriola (10' ST) | Árbitro(s): Joel Ruíz (Paraguay) - Francisco Correa (Colombia) | Árbitro(s): Joel Ruíz (Paraguay) - Francisco Correa (Colombia) |

| 12 de septiembre de 2011, 19:30 | Argentina | 7:2 | Perú                                         | Polideportivo de Almirante Brown, Buenos Aires                  |                                                                 |
|                                 | Pablo Taborda (2' PT) Leandro Cuzzolino (9' PT) Cristian Borruto (15' y 18' PT, 1' ST) Maximiliano Rescia (8' ST) Luis González (19' ST) |     | Freddy Espinoza (2' ST) Renzo García (6' ST) | Árbitro(s): Ricardo Sosa (Uruguay) - Manuel Benítez (Venezuela) | Árbitro(s): Ricardo Sosa (Uruguay) - Manuel Benítez (Venezuela) |

| 13 de septiembre de 2011, 17:30 | Brasil | 8:1 | Perú                     | Polideportivo de Almirante Brown, Buenos Aires                  |                                                                 |
|                                 | Jé (19' y 20' PT) Falcão (20' PT) Murilo (11' y 18' ST) Jackson (12' ST) Valdin (13' ST) Rodrigo (19' ST) |     | Freddy Espinoza (12' PT) | Árbitro(s): Ricardo Sosa (Uruguay) - Manuel Benítez (Venezuela) | Árbitro(s): Ricardo Sosa (Uruguay) - Manuel Benítez (Venezuela) |

| 13 de septiembre de 2011, 19:30 | Argentina                                                                                              | 5:2 | Chile                                         | Polideportivo de Almirante Brown, Buenos Aires                  |                                                                 |
|                                 | Cristian Borruto (1' y 20' PT) Martín Amas (4' PT) Piero Garate e/c (9' ST) Leandro Cuzzolino (19' ST) |     | Carlos Arriola (13' PT) Piero Garate (19' PT) | Árbitro(s): Oscár Ortiz (Paraguay) - Manuel Benítez (Venezuela) | Árbitro(s): Oscár Ortiz (Paraguay) - Manuel Benítez (Venezuela) |

| 14 de septiembre de 2011, 18:00 | Chile                   | 1:3 | Perú                                                | Polideportivo de Almirante Brown, Buenos Aires                   |                                                                  |
|                                 | Carlos Arriola (10' PT) |     | Marco Anaya (18' PT, 3' ST) Enrique Caldas (20' ST) | Árbitro(s): Francisco Correa (Colombia) - Oscár Ortiz (Paraguay) | Árbitro(s): Francisco Correa (Colombia) - Oscár Ortiz (Paraguay) |

| 14 de septiembre de 2011, 20:00 | Argentina                        | 2:2 | Brasil                       | Polideportivo de Almirante Brown, Buenos Aires            |                                                           |
|                                 | Santiago Basile (16' PT, 14' ST) |     | Jé (17' PT) Rodrigo (13' ST) | Árbitro(s): Joel Ruíz (Paraguay) - Ricardo Sosa (Uruguay) | Árbitro(s): Joel Ruíz (Paraguay) - Ricardo Sosa (Uruguay) |

### Grupo B
| Equipo    | Pts | PJ | PG | PE | PP | GF | GC | Dif |
| --------- | --- | -- | -- | -- | -- | -- | -- | --- |
| Colombia  | 10  | 4  | 3  | 1  | 0  | 11 | 3  | 8   |
| Paraguay  | 9   | 4  | 3  | 0  | 1  | 12 | 7  | 5   |
| Uruguay   | 7   | 4  | 2  | 1  | 1  | 11 | 4  | 7   |
| Venezuela | 3   | 4  | 1  | 0  | 3  | 4  | 17 | -13 |
| Bolivia   | 0   | 4  | 0  | 0  | 4  | 3  | 10 | -7  |

| 11 de septiembre de 2011, 17:00 | Bolivia | 0:2 | Colombia                                    | Polideportivo de Almirante Brown, Buenos Aires                      |                                                                     |
|                                 |         |     | Yefri Duque (19' PT) Angellot Caro (16' ST) | Árbitro(s): Marcelo Bais (Argentina) - Darío Santamaría (Argentina) | Árbitro(s): Marcelo Bais (Argentina) - Darío Santamaría (Argentina) |

| 11 de septiembre de 2011, 19:00 | Uruguay | 0:1 | Paraguay              | Polideportivo de Almirante Brown, Buenos Aires         |                                                        |
|                                 |         |     | Alfredo Ortiz (3' ST) | Árbitro(s): Gean Telles (Brasil) - César Málaga (Perú) | Árbitro(s): Gean Telles (Brasil) - César Málaga (Perú) |

| 12 de septiembre de 2011, 12:00 | Venezuela | 0:3 | Colombia                                                          | Polideportivo de Almirante Brown, Buenos Aires         |                                                        |
|                                 |           |     | Angellot Caro (1' PT) Miguel Sierra (6' ST) Jorge Vargas (10' ST) | Árbitro(s): César Málaga (Perú) - Gean Telles (Brasil) | Árbitro(s): César Málaga (Perú) - Gean Telles (Brasil) |

| 12 de septiembre de 2011, 14:00 | Paraguay                                                             | 3:2 | Bolivia                                             | Polideportivo de Almirante Brown, Buenos Aires                  |                                                                 |
|                                 | Rodolfo Román (1' PT) Richard Rejala (2' PT) Horacio Osorio (18' ST) |     | Mauricio Portocarrero (19' ST) Yeri Leygue (20' ST) | Árbitro(s): Darío Santamaría (Argentina) - Ronald Silva (Chile) | Árbitro(s): Darío Santamaría (Argentina) - Ronald Silva (Chile) |

| 13 de septiembre de 2011, 13:30 | Venezuela                                    | 2:1 | Bolivia            | Polideportivo de Almirante Bronw, Buenos Aires          |                                                         |
|                                 | Adams Álvarez (1' ST) Kevin Rengifo (20' ST) |     | Juan Cussi (7' PT) | Árbitro(s): Gean Telles (Brasil) - Ronald Silva (Chile) | Árbitro(s): Gean Telles (Brasil) - Ronald Silva (Chile) |

| 13 de septiembre de 2011, 15:30 | Uruguay                                        | 2:2 | Colombia                                  | Polideportivo de Almirante Brown, Buenos Aires             |                                                            |
|                                 | Gabriel Debat (8' ST) Richard Catardo (15' ST) |     | Camilo Reyes (3' ST) Jorge Abril (18' ST) | Árbitro(s): César Málaga (Perú) - Marcelo Bais (Argentina) | Árbitro(s): César Málaga (Perú) - Marcelo Bais (Argentina) |

| 14 de septiembre de 2011, 14:00 | Paraguay | 7:1 | Venezuela             | Polideportivo de Almirante Brown, Buenos Aires                  |                                                                 |
|                                 | Richard Rejala (1' y 12' PT, 15' ST) Diego Ortiz (5' PT) Alfredo Ortiz (19' PT) Hugo Delgado (6' ST) Carlos Vázquez e/c (10' ST) |     | Kevin Rengifo (9' ST) | Árbitro(s): Gean Telles (Brasil) - Darío Santamaría (Argentina) | Árbitro(s): Gean Telles (Brasil) - Darío Santamaría (Argentina) |

| 14 de septiembre de 2011, 16:00 | Uruguay                                               | 3:0 | Bolivia | Polideportivo de Almirante Brown, Buenos Aires             |                                                            |
|                                 | Xavier Medina (17' PT) Ignacio Buggiano (9' y 13' ST) |     |         | Árbitro(s): Marcelo Bais (Argentina) - César Málaga (Perú) | Árbitro(s): Marcelo Bais (Argentina) - César Málaga (Perú) |

| 15 de septiembre de 2011, 16:00 | Uruguay                                                                                    | 6:1 | Venezuela             | Polideportivo de Almirante Brown, Buenos Aires                  |                                                                 |
|                                 | Ignacio Salgués (1' PT, 4' y 12' ST) Ignacio Buggiano (7' y 17' PT) Xavier Medina (20' ST) |     | Libis Esteira (1' ST) | Árbitro(s): Gean Telles (Brasil) - Darío Santamaría (Argentina) | Árbitro(s): Gean Telles (Brasil) - Darío Santamaría (Argentina) |

| 15 de septiembre de 2011, 18:00 | Paraguay           | 1:4 | Colombia                                                    | Polideportivo de Almirante Brown, Buenos Aires                    |                                                                   |
|                                 | Óscar Jara (2' ST) |     | Yefri Duque (11' PT, 12' y 17' ST) Jamir Villareal (18' PT) | Árbitro(s): Marcelo Bais (Argentina) - Manuel Benítez (Venezuela) | Árbitro(s): Marcelo Bais (Argentina) - Manuel Benítez (Venezuela) |

## Fase Final[3]

### Semifinales
| 16 de septiembre de 2011, 18:00 | Brasil                                                                         | 6:2 | Paraguay                                        | Polideportivo de Almirante Brown, Buenos Aires           |                                                          |
|                                 | Jackson (4' PT) Valdin (12' PT, 20' ST) Falcão (19' PT, 10' ST) Danilo (3' ST) |     | Horacio Osorio (17' PT) Richard Rejala (17' ST) | Árbitro(s): Ricardo Sosa (Uruguay) - César Málaga (Perú) | Árbitro(s): Ricardo Sosa (Uruguay) - César Málaga (Perú) |

| 16 de septiembre de 2011, 20:00 | Argentina                                                                        | 5:0 | Colombia | Polideportivo de Almirante Brown, Buenos Aires                |                                                               |
|                                 | Martín Amas (10' PT, 8' ST) Pablo Belsito (11' PT) Cristian Borruto (2' y 7' ST) |     |          | Árbitro(s): Manuel Benítez (Venezuela) - Ronald Silva (Chile) | Árbitro(s): Manuel Benítez (Venezuela) - Ronald Silva (Chile) |

### Tercer lugar
| 17 de septiembre de 2011, 14:00 | Colombia              | 1:3 | Paraguay                                         | Polideportivo de Almirante Brown, Buenos Aires |  |
|                                 | Jorge Vargas (18' PT) |     | Richard Rejala (1' y 4' ST) Diego Ortiz (12' ST) |                                                |  |

### Final
| 17 de septiembre de 2011, 16:00 | Argentina                  | 1:5 | Brasil                                                                   | Polideportivo de Almirante Brown, Buenos Aires                |                                                               |
|                                 | Leandro Cuzzolino (10' PT) |     | Jé (8' PT) Neto (12' PT) Falcão (18' PT) Rodrigo (8' ST) Valdin (18' ST) | Árbitro(s): Joel Ruíz (Paraguay) - Manuel Benítez (Venezuela) | Árbitro(s): Joel Ruíz (Paraguay) - Manuel Benítez (Venezuela) |

| Brasil                   |
| Campeón Brasil 9º título |

### Tabla general
| Equipo | Equipo    | Pts | PJ | PG | PE | PP | GF | GC | Dif |
| ------ | --------- | --- | -- | -- | -- | -- | -- | -- | --- |
| 1      | Brasil    | 13  | 5  | 4  | 1  | 0  | 35 | 8  | +27 |
| 2      | Argentina | 10  | 5  | 3  | 1  | 1  | 20 | 11 | +9  |
| 3      | Paraguay  | 12  | 6  | 4  | 0  | 2  | 17 | 14 | +3  |
| 4      | Colombia  | 10  | 6  | 3  | 1  | 2  | 12 | 11 | +1  |
| 5      | Uruguay   | 7   | 4  | 2  | 1  | 1  | 11 | 4  | +7  |
| 6      | Peru      | 3   | 3  | 1  | 0  | 2  | 6  | 16 | -10 |
| 7      | Venezuela | 3   | 4  | 1  | 0  | 3  | 4  | 17 | -13 |
| 8      | Bolivia   | 0   | 4  | 0  | 0  | 4  | 3  | 10 | -7  |
| 9      | Chile     | 0   | 3  | 0  | 0  | 3  | 5  | 22 | -17 |

Notas
     Campeón del torneo
     Subcampeón
     3° Puesto del torneo